# 吕克塞
吕克塞（法語：Luxé，法語發音：[lykse]）是法国夏朗德省的一个市镇，位于该省中北部，属于孔福朗区。

## 地理
吕克塞（45°53'34"N, 0°6'58"E）面积12.17 平方千米，位于法国新阿基坦大区夏朗德省，该省份为法国西部内陆省份，北起德塞夫勒省和维埃纳省，东临上维埃纳省，东南至多尔多涅省，南至多爾多涅省，西接滨海夏朗德省。
与吕克塞接壤的市镇（或旧市镇、城区）包括：塞莱特、丰特尼耶、富克尔、瑞耶、利涅、圣格鲁、维洛尼翁。

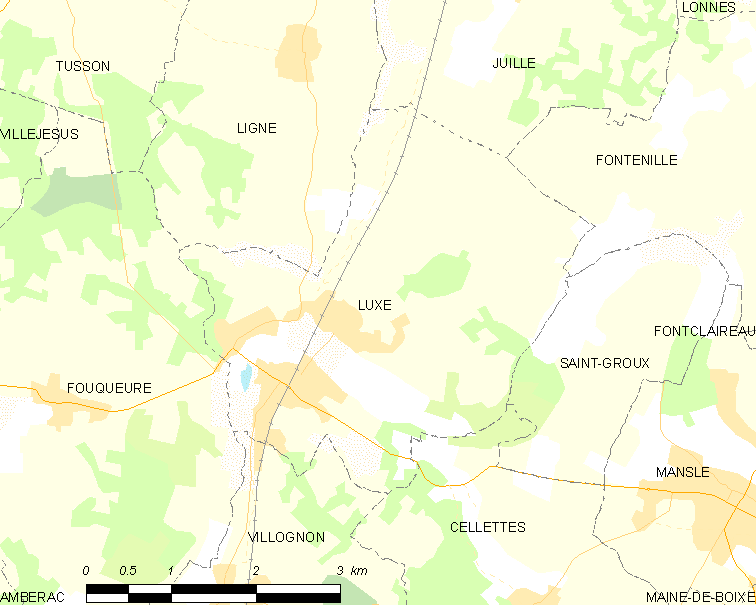
吕克塞的OSM定位图

吕克塞的时区为UTC+01:00、UTC+02:00（夏令时）。

## 行政
吕克塞的邮政编码为16230，INSEE市镇编码为16196。

## 政治
吕克塞所属的省级选区为布瓦克斯-芒卢瓦县。

## 人口

1962-2008年间吕克塞人口变化图示

吕克塞于2022年1月1日时的人口数量为732人。